# Literatura persa

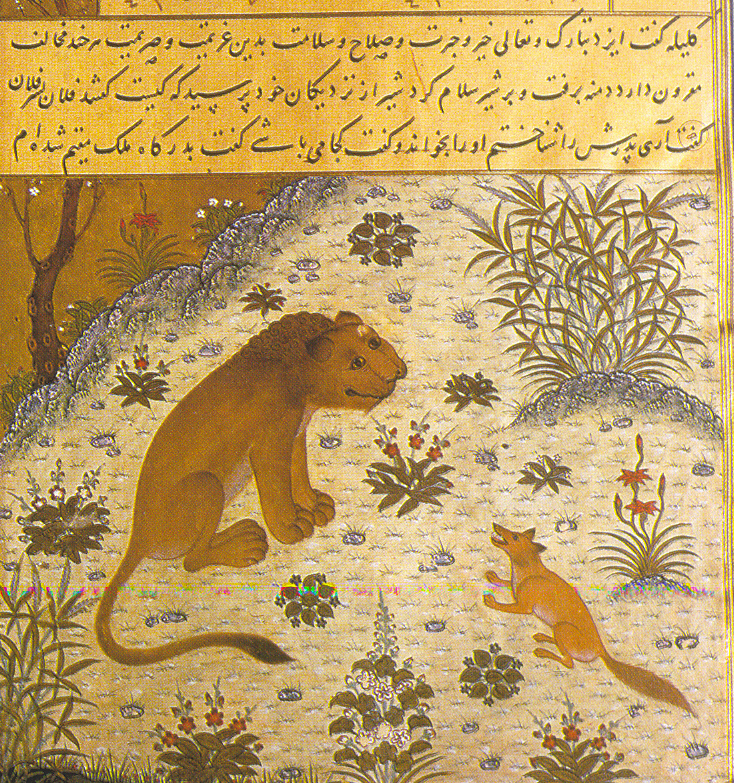
El Panchatantra: Còpia del manuscrit persa datat del 1429 a Herat: presenta la rondalla del xacal buscant la perdició del lleó

La literatura persa (persa :ادبیات پارسی) abasta un període cultural de 2.500 anys, tot i que la majoria dels documents preislàmics s'han perdut. Els seus orígens provenen de llunyanes regions més enllà de les fronteres de l'actual Iran, perquè la llengua persa florí i sobreviu en vastes zones de l'Àsia central. Així, Rumi, un dels poetes perses i islàmics més respectats, escrigué en persa, tot i que vivia a Konya, actual Turquia, després capital dels seljúcides. Els gaznèvides conquistaren grans territoris a l'Àsia central i al sud d'aquest continent, i adoptaren el persa com a idioma de la cort. Per això hi ha literatura persa en regions que ara són part de l'Afganistan, Pakistan, Índia i Àsia central. També sovint s'hi inclouen obres escrites per autors perses en altres idiomes, com ara grec i àrab.
Les obres que es conserven, en persa antic o en persa mitjà, daten d'èpoques tan remotes com l'any 650 ae, data de les inscripcions aquemènides més antigues conegudes. La major part de la literatura, però, prové de l'època posterior a la conquesta musulmana de Pèrsia (Iran), prop de l'any 650. Després que els abbàssides arriben al poder (750), els perses esdevenen els escribes i buròcrates de l'imperi, i a poc a poc també els escriptors i poetes. Escrigueren en persa i en àrab, i en predominava el primer en els cercles literaris. Poetes com Saadi, Hàfidh, Rumi i Omar Khayyam són ben coneguts en tot el món i han influenciat la literatura d'alguns països.

## Literatura clàssica

### Literatura preislàmica
S'han conservat molt poques obres literàries de l'antiga Pèrsia. La majoria són inscripcions reials aquemènides, sobretot de Darios el Gran (522-486 ae) i el seu fill Xerxes I. Els escrits zoroàstrics foren destruïts durant la conquesta de Pèrsia (Iran) per l'Islam, encara que els parsis que fugiren a l'Índia duien alguns llibres del cànon de Zaratustra, incloent Avesta i antics comentaris (Zend). Alguns treballs de geografia sassànida sobrevisqueren per transcripcions àrabs.
No es conserva cap text simple dedicat a crítica literària de la Pèrsia preislàmica. Alguns assaigs en pahlavi com Ayin-i name nebeshtan i Bab-i edteda’I-ye de Calila i Dimna es consideren crítica literària. Alguns investigadors han assenyalat el Sho’ubiyye com a prova que els perses preislàmics tenien llibres sobre eloqüència com el Karvand. No hi ha, però, rastres d'aquests llibres. Hi ha indicis que molts entre l'elit persa estaven familiaritzats amb la retòrica grega i la crítica literària.

### Literatura del període medieval i premodern
Tot i que inicialment la conquesta àrab islamitzà la cultura, durant els califats Omeia i principi de l'abbàssida, els perses reprengueren la seua literatura. Aquest renaixement s'acredita en Firdawsí, Unsuri, Daqiqi, Rudaki i la seua generació, que empraren el nacionalisme preislàmic com a camí per reviure el llenguatge i la cultura de l'antiga Pèrsia.
Particularment diu Firdawsí d'ell mateix en el Llibre dels reis:
| بسی رنج بردم در این سال سیعجم زنده کردم بدین پارسی | Durant trenta anys vaig sofrir molt de dolor i angoixa, amb l'idioma persa vaig donar la força de l'ajam i la vida". |

#### Poesia

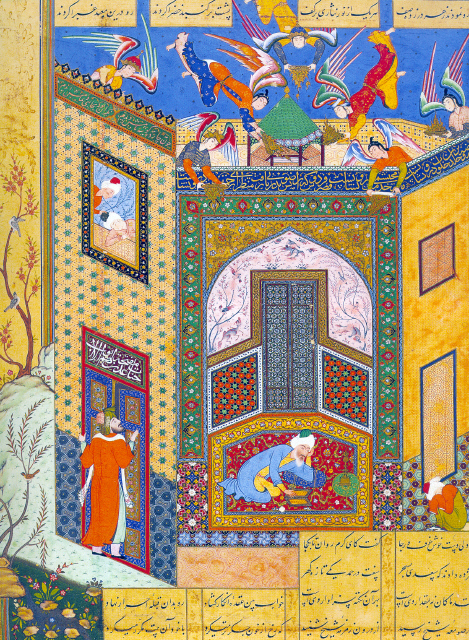
Il·lustració del Jardí de roses de Jami, 1553. La imatge uneix poesia i miniatura, com és habitual en la majoria d'obres literàries perses

Tan gran és l'aptitud persa per a versificar expressions que es pot trobar poesia en quasi totes les obres clàssiques, incloent literatura, ciència o metafísica. És a dir, l'habilitat per a escriure en vers era un requisit previ per a qualsevol erudit. Quasi la meitat dels escrits mèdics d'Avicenna estan versificats.
Les obres del període primerenc es caracteritzen per una forta dependència del patronatge cortesà, amb extravagants panegírics, i el que es coneix com a estil exaltat (سبک فاخر). La tradició del patrocini reial degué començar amb els sassànides i continuà durant l'època abbàssida i samànida en les principals dinasties perses. La forma de panegíric més emprada és la cassida amb estrofes en quartet, com en el Rubaiyat ('quartets', en àrab), d'Omar Khayyam.
L'estil khorasaní, amb la majoria dels seguidors relacionats amb el Gran Khorasan, es caracteritza per la dicció tensa, to digne, i llenguatge relativament literari. Els representants principals d'aquest lirisme són Asjadi, Farrojí Sistaní, Onsorí i Manuchehrí. Els mestres del panegíric com Rudaki eren coneguts pel seu amor per la natura, amb versos evocadors.
D'aquestes corts emergí l'estil èpic de la poesia, amb Ferdousí i Shahnameh en el cim. Glorificant la història de l'Iran amb versos heroics, ells i altres notables com Daqiqi i Asadi Tusi presentaren l'"ajam" com una font d'orgull i inspiració que els ajudà a preservar un sentiment d'identitat per al poble iranià al llarg del temps. Firdawsí fou un model seguit per una infinitat de poetes.
El segle xiii marca l'ascens de la poesia lírica amb el perfeccionament del gazal, així com el començament del misticisme i la poesia sufí. Aquest estil sol anomenar-se estil eraqi, i conté emoció lírica, mètrica rica una relativa simplicitat de llenguatge. La poesia amorosa no era del tot nova, amb obres com Vis i Ramin d'Asad Gorgani i Yusof o Zoleija d'Am'aq. Poetes com Sanai i Attar –que inspirà clarament a Rumi– Jaqani Shirvani, Anvari i Nizami Gandjawi foren escriptors de gazals molt respectats. L'elit, però, d'aquesta escola la constitueixen Rumi, Saadi i Hafiz.

Recordant la tradició de la poesia amorosa persa durant l'era safàvida, l'historiador persa Ehsan Yarshater remarca:
| « | Com a regla, l'amada no és una dona, sinó un jove. En els primers segles de l'Islam, les incursions a Àsia central aconseguiren molts esclaus joves, que s'adquirien o es rebien de regal. Tenien la funció de servir de patges en la cort o en casa dels cortesans, o com a soldats o guardaespatles. Els joves, esclaus o no, servien el vi en banquets i recepcions, i els més dotats podien fer música o mantenir una conversa cultivada. Era l'amor als joves patges, soldats o novicis en el comerç o en professions el subjecte de les introduccions líriques als panegírics des de l'inici de la poesia persa i del gazal. | » |

En el gènere didàctic hi trobem l'"Hadiqatul Haqiqah" de Sanai així com el Majzan-ul-Asrār de Nezami. Alguns treballs d'Attar pertanyen a aquest gènere així com les principals obres de Rumi, malgrat que alguns prefereixen incloure-les en el tipus líric per les seues qualitats místiques i emotives. A més alguns tendeixen a agrupar l'obra de Nasir Khusraw en aquest estil, malgrat que el seu cim és el Bustan de Saadi, un gran autor de la literatura persa.
Després del s. XV, s'introduí l'estil indi de la poesia persa, de vegades anomenat Isfahaní o Safaví, que té l'origen en l'era timúrida, i produí obres com les d'Amir Khusraw Dehlavi.

#### Assaigs
L'assaig més significatiu d'aquesta era és Chahār Maqāleh, de Nizami Arudhi Samarqandi, així com el compendi d'anècdotes de Jawami ul-Hikayat escrit per Zahiriddin Nasr Muhammad Aufi. El Qabusnama (Espill del príncep), la famosa obra de Shams al-Mo'ali Abol-hasan Ghaboos ibn Wushmgir és molt valorada en la literatura persa. També és molt significatiu el Siyasatnama de Nizam al-Mulk, famós visir. El Panchatantra, traducció de contes populars indis, també pertany a aquest gènere, ja que es veu com una col·lecció de refranys en els estudis literaris.

#### Biografies, hagiografies i treballs històrics
Entre les principals obres biogràfiques i històriques de la Pèrsia clàssica, hi ha el famós Tarij-i Beyhaqi d'Abolfazl Beyhaghi, "Lubab ul-Albab" de Zahiriddin Nasr Muhammad Aufi, que ha estat considerat una font cronològica per molts investigadors, i "Tarij-i Jahangushay-i Juvaini" d'Ata al-Mulk Juvayni, que detalla els esdeveniments mogols i de l'Il-kanat, el Tazkirat al-Awliya d'Attar és un registre detallat dels místics sufís, referenciat després per diversos autors i considerat un treball significatiu en hagiografia mística.

#### Crítica literària
L'obra de crítica literària persa més antiga que es conserva és Muqaddame-ye Shahname-ye Abu Mansuri, escrita en el període samànida: comenta els mites i llegendes de Shahnameh i es considera l'exemple més antic de prosa persa. Mostra també la intenció de l'autor d'avaluar críticament obres literàries.

#### Narrativa
Les mil i una nits (persa :هزار و یک شب) és una obra èpica de l'edat mitjana que narra la història de Schéhérazade (Šarzād en persa), una reina sassànida, que ha de relatar una sèrie de contes al seu malèvol espòs, el rei Shahryar, per demorar la seua execució. Els contes es narren al llarg de mil i una nits, i cada nit Schéhérazade culmina la narració amb una situació de suspens, i força el rei a mantenir-la viva fins a l'endemà. Cadascun dels contes fou creat al llarg de segles per diferents autors i en diferents estils, i alguns se'n feren famosos per dret propi, com ara «Aladí», «Alí Babà i els quaranta lladres» i «Simbad el mariner».
El nucli de les narracions és el Fesār Afsānah, una col·lecció de contes populars indis i perses de l'època sassànida. Durant el regnat del califa Harun ar-Raixid al s. VIII, Bagdad era un centre cosmopolita econòmicament i culturalment important, freqüentada per mercaders de l'Imperi persa, Xina, Índia, Àfrica i Europa. En aquesta època molts d'aquests contes passen a formar part de la tradició oral, i després s'apleguen en un llibre. L'últim compilador i traductor en fou el prestigiós narrador del s. IX Abu abd-Allah Muhammad el-Gahshigar, i la història marc de Schéhérazade sembla haver estat agregada al segle xiv.

## Diccionaris
Alí Akbar Dehjoda utilitza en el seu monumental diccionari 200 obres lexicogràfiques, de les quals les primeres remunten al període sassànida com ara el Farhang-i Avim (فرهنگ اویم) i el Farhang-i Menajtay (فرهنگ مناختای).
Els lèxics més utilitzats en el període clàssic foren els d'Abu Hafs Soghdí (فرهنگ ابو حفص سغدی) i Asadí Tusi (فرهنگ لغت فرس), escrit el 1092. També destaquen en el corpus lexicogràfic les obres de Mohammad Moín.
El primer diccionari bilingüe del persa a una llengua occidental fou el llatí de Ravius i Lugduni del 1645. Li seguiren l'edició de 2 volums d'Oxford de 1777 per J. Richardson, el diccionari persa-anglés de 1770 de Gladwin-Malda, el persa-rus de Scharif i St. Peters (1869), i almenys altres 30 diccionaris elaborats fins a 1950.

## Influència de la literatura persa

### Literatura sufí
William Shakespeare es referí a l'Iran com "la terra dels sufís". Alguns dels poetes medievals més populars eren sufís, i la seua poesia és àmpliament llegida en tot el món islàmic. Es reconeix Rumi com el cim del sufisme poètic en persa. Els temes i estils de la seua poesia devocional han estat imitats per molts poetes posteriors.
A més de la poesia, la literatura sufí persa inclou tractats en prosa, també de gran valor. Entre aquests hi ha Kimiya-ye sa'ādat d'Abu Hamid Qazzali, Asrār at-Tawhid, que recull dites d'Abu Said Abi-l-Jeyr, i les Maqālāt de Shams de Tabriz.

### Regions sota domini gaznàvida o mogol

#### Afganistan i Àsia central
Afganistan i la Transoxiana reivindiquen ser el lloc de naixement de l'actual Iran. Molts patrocinadors de la literatura persa, com el soldà Sanjar i les corts gaznàvida i samànida, pertanyien a aquesta regió, així com mestres de la talla de Rudaki, Unsuri i Ferdousí. Aquesta rica herència sobreviu en els estats actuals que componen la zona, com Tadjikistan, Uzbekistan i Afganistan

#### Índia, Pakistan i Caixmir
Amb el govern dels gaznàvides i els seus successors els gurides, timúrides i l'Imperi mogol, la cultura persa i la seua literatura es difongueren pel vast subcontinent indi. El persa fou l'idioma de la noblesa, dels cercles literaris, i de la cort reial mogol durant segles. En temps moderns el persa ha estat suplantat per l'urdu, un dialecte indostanés fortament influenciat pel persa.
Sota l'Imperi mogol a l'Índia durant el s. XVI l'idioma oficial fou el persa. Al 1832 l'exèrcit britànic forçà el subcontinent indi a manejar els seus negocis en anglés. La poesia persa florí en aquestes zones mentre la literatura postsafàvida s'estancava a l'Iran. Dehjoda i altres investigadors del segle xx, per exemple, basen el seu treball en la detallada lexicografia produïda a l'Índia, usant compilacions com Adat al-Fudhala (اداه الفضلا) de Ghazi Jan Badr Muhammad Dehlavi i Farhang-i Ibrahimi (فرهنگ ابراهیمی) d'Ibrahim Ghavamuddin Farughi, i sobretot en Farhang-i Anandraj (فرهنگ آناندراج) de Muhammad Padshah. Alguns poetes famosos del sud asiàtic com Amir Khosrow Dehlavi i Muhammad Iqbal de Lahore tingueren molts admiradors en el mateix Iran.

### Literatura occidental
La literatura persa fou poc coneguda en Occident abans del s. XIX. Començà a conéixer-se arran de diverses traduccions d'obres de poetes perses de l'edat mitjana tardana, i a partir d'allí inspirà l'obra de poetes i escriptors occidentals.

#### Alemanya
- El 1819, Goethe publica West-östlicher Divan, una col·lecció de poemes lírics inspirats en una traducció a l'alemany d'Hafiz (1326-1390).
- El filòsof alemany Nietzsche escrigué Així parlà Zaratustra (1883-1885), referit a l'antic profeta persa (c. 1700 ae).[7]

#### Regne Unit i Estats Units
- James Atkinson publica una selecció de Shahnameh de Ferdousí (935-1020) al 1832, un metge de la British East Índia Company.
- Una part d'aquest compendi fou després versificada pel poeta britànic Matthew Arnold en la seua obra Rustam and Sohrab (1853).
- El poeta nord-americà Ralph Waldo Emerson era un altre admirador de la poesia persa. Publicà al 1876 alguns assaigs, com ara Letters and Social Aims, From the Persian of Hafiz i Ghaselle.

El poeta persa més popular dels s. XIX i XX fou Omar Khayyam (1048-1123): el seu Rubaiyat, el traduí lliurement Edward FitzGerald al 1859. Khayyam és conegut més com a estudiós que com a poeta al seu país natal, però amb la versió de Fitzgerald esdevingué un dels poetes més citats en anglés. La frase de Khayyam "Una fogassa de pa, un pitxer de vi i tu" és molt coneguda per persones que no podrien dir qui o on s'escrigué.
El poeta i místic Rumi (1207-1273) (conegut com a Molana a l'Iran) tingué molts seguidors a finals del s. XX i primeria del XXI. Les traduccions populars de Coleman Barks han presentat Rumi com un savi de la nova ona. També n'hi ha un gran nombre de traduccions fetes per investigadors com A. J. Arberry.
Els poetes clàssics Hafez, Saadí, Khayyam, Rumi, Nezamí i Ferdousí són molt coneguts en l'àmbit de la cultura anglesa, i les seues obres es poden llegir en algunes traduccions.

### Suècia
Durant el darrer segle, moltes obres de la literatura clàssica persa les ha traduïdes al suec Eric Hermelin, com ara obres de Farid al-Din Attar, Rumi, Ferdousí, Omar Khayyam, Saadí i Sanaí. Influenciat pels escrits del místic suec Emanuel Swedenborg, li atreien sobretot els aspectes sufís de la poesia clàssica.
Més recentment Rumi, Hafiz i Fajruddin 'Iraqi són accessibles en traduccions d'Ashk Dahlén, investigador en estudis iranians, que ha fet conéixer la literatura persa a una àmplia audiència sueca.

## Literatura persa contemporània

### Història
Al s. XIX la literatura persa patí una important transformació. El començament d'aquest canvi s'exemplifica amb un incident ocorregut a mitjan s. XIX en la cort de Nàssir-ad-Din Xah Qajar, quan el partidari reformista i primer ministre Mirza Taki Khan renyà al poeta Habibollah Qa'ani per «mentir» en una cassida panegírica escrita en el seu honor.
Mirza Taki Khan veia la poesia en general i la mena de poesia del període Qayar en particular perjudicial per al progrés i la modernització de la societat iraniana, que ell creia que necessitava un canvi. Aquestes idees les compartien, per exemple, Fathalí Ajundzadé, Mirza Aqa Jan Kermaní i Mirza Malkom Jan.
No es pot comprendre el nou moviment literari sense conéixer el moviment intel·lectual de l'Iran, i els cercles filosòfics de l'estat. Donat el clima social i polític de l'Iran a finals del s. XIX i primeria del XX, que dugué a la revolució constitucional entre 1906 i 1911, la idea de canvi en la poesia s'hi difongué àmpliament. Molts n'arguïen que la poesia havia de reflectir la realitat d'un país en transició. Aquesta idea, la propagaren figures notables com Alí Akbar Dehjodá i Abolqasem Aref, que introduïren nous continguts en poesia i experimentaren amb la retòrica, semàntica i estructura. Dehjodá, per exemple, usà una forma tradicional poc coneguda, el mosammat, per a l'elegia contra l'execució d'un jove periodista. Aref emprà el gazal, «principal gènere dins la tradició lírica» per escriure «Payâm-i Âzâdí» («Missatge de llibertat»).
Alguns investigadors sostenen que les «ramificacions sociopolítiques dels canvis estètics» dugueren al concepte dels poetes com a líders socials.
Un moviment important al voltant de la literatura actual s'ha centrat en l'occidentalització: quasi tots els partidaris de la modernització en la literatura iraniana des d'Ajundzadé, Kermaní, i Malkom Jan fins a Dehjodá, Aref, Bahar i Rafat, s'inspiraren en canvis que es produïren a Occident. Això no suposà simplement una còpia de models occidentals, sinó l'adequació d'aspectes de la literatura occidental, adaptant-los a les necessitats de la cultura iraniana.
Seguint els treballs pioners d'Ahmad Kasrawi, Sadik Hidayat i molts altres, l'onada iraniana de literatura comparativa i crítica literària assolí un cim simbòlic amb Abdolhosein Zarrinkub, Shahroj Meskub, Hushang Golshirí, Ebrahim Golestan i Shahriyar Mandanipour.

### Literatura persa a Afganistan
La literatura persa a Afganistan ha experimentat un canvi brusc durant l'últim segle. A principis del segle xx el país sofrí reformes socioeconòmiques que dugueren a una nova aproximació a la literatura. El 1911Mahmud Tarzi, de retorn a Afganistan després d'anys d'exili a Turquia, publicà quinzenalment Saraj’ul Ajbar, que no era el primer diari iranià, però en el camp de la literatura i el periodisme encetà un període de modernització. Saraj’ul Ajbar fou un nou canal literari obert perquè la poesia explorara vies d'expressió amb més compromís social.
El 1930, un grup d'escriptors funda el Cercle literari Herat. Un any després es funda a la capital un altre grup anomenat Cercle literari de Kabul. Tots dos foren baluards per als poetes i escriptors tradicionals, i la modernitat en literatura Dari fou marginada de la vida sociocultural.
Tres poetes importants a Afganistan en aquesta època foren Ghary Abdullah, Abdul Hagh Beytat i Jalil Ullah Jalili. Els dos primers reberen la distinció de Malek ul Shoara (príncep de poetes). Jalili, el més jove, seguí l'estil Jorasaní, en lloc de l'usual Hendí de poesia. S'interessà per la poesia moderna, i n'escrigué alguns poemes amb noves característiques semàntiques i emotives.
Gradualment els nous estils trobaren un lloc en els cercles culturals i literaris, malgrat els esforços contraris dels tradicionalistes. El primer llibre de poesia moderna es publica al 1957, i al 1962 apareix a Kabul una col·lecció del mateix estil. El primer grup que es dedica a l'estil modern està integrat, entre d'altres, per Mahmud Farani, Baregh Shafi'i, Solyman Layegh, Sohail, i Ayeneh. Després se'ls unirien Vasef Bajtiarí, Asadullah Habib i Latif Nazemi.
Altres figures notables en foren Ustad Behtab, Leila Sarahat Roshani, Sayed Elan Bahar i Parwin Pazwak. Poetes com Mayakovsky, Yase Nien i Lahouti exerciren forta influència en la literatura afganesa. La influència d'iranians com Farrojí Yazdi i Ahmad Shamlou també fou rellevant en prosa i poesia.
Alguns escriptors afganesos importants com Asef Soltanzadeh, Resa Ebrahimi, Ameneh Mohammadi i Abbas Jafari es formaren a l'Iran i reberen influència d'escriptors iranians. Tot i que els escriptors afganesos no s'han provat encara en l'escena internacional com els iranians, tenen, però, un futur prometedor.

### Literatura persa a Tadjikistan
La nova poesia a Tadjikistan està sobretot relacionada amb la manera de viure de la gent i és revolucionària. Des de la dècada de 1950 fins a l'adveniment de la nova poesia a França, Àsia i Llatinoamèrica l'impacte de la modernització hi ha estat molt forta. En la dècada del 1960 la poesia moderna iraniana, i la de Mohammad Iqbal Lahouri tingueren molta influència en la poesia tajik. Aquest període és el més ric i prolífic per al desenvolupament temàtic i formal de la poesia persa a Tadjikistan.
Alguns poetes en foren imitadors, i es pot apreciar fàcilment en les seues obres la incidència d'autors forans. Només dos o tres en filtraren la poesia estrangera per compondre obres pròpies. El format i els aspectes descriptius dels contes curts i novel·les es prenien de Rússia i Europa. Els exemples més rellevants de la literatura persa a l'estat són Golrojsar Safi Eva, Mo'men Ghena'at, Farzaneh Joyandíandi i Layeq Shir-Ali.

### Recerca literària
- Edward G. Browne: Literary History of Pèrsia, 1998, [[Special:BookSources/070070406X|ISBN 0-7007-0406-X.]]
- Henry Massé: Anthologie Persane, Payot, 1950,ISBN 2-228-89128-2.
- Zabihollah Safa: Un aperçu sud l'évolution de la pensée à travers la poésie persane, Teheran, 1969.
- Ehsan Yarshater: History of Persian Literature, Nova York, 1988.

### Antologies

#### Lírica
- Cyrus Atabay: Die schönsten Gedichte aus dem klassischen Persien. Hafis, Rumi, Omar Chayyam, C.H.Beck, Múnic,1998, [[Special:BookSources/3406440169|ISBN 3406440169.]]
- Hans Bethge: Sa'di der Weise. Die Lieder und Sprüche donis Sa'di. Nachdichtungen, Ying Yang Mitjana, 2001, [[Special:BookSources/3980679969|ISBN 3-9806799-6-9.]]
- Dick Davis: Borrowed Ware. Medieval Persian Epigrams, Mage, 1998, [[Special:BookSources/0934211523|ISBN 0-934211-52-3.]]
- Edward Fitzgerald: Omar Chayyam. Rubaiyat, [[Special:BookSources/3922825494|ISBN 3-922825-49-4.]]
- Mahmud Kianush: Modern Persian Poetry, The Rockingham Press, 1996.
- Zabihollah Safa: Anthologie de la Poésie Persane, Gallimard #Unesco. Connaissance de l'Orient, 1964, [[Special:BookSources/2070711684|ISBN 2-07-071168-4.]]
- Wheeler M. Thackson: A Millennium of Classical Persian Poetry: A Guide to the Reading & Understanding of Persian Poetry from the Tenth to the Twentieth Century, Ibex Publishers, 1994, [[Special:BookSources/0936347503|ISBN 0-936347-50-3.]]
- Rafael Pesats Assens: Antologia de poetes perses, Arqueja Edicions, Madrid, 2006, ISBN 978-84-934976-2-0. També edició en format digital.

#### Prosa
- C. Bagley: Sadeq Chubak: An Anthology, Caravan books, 1982, [[Special:BookSources/0882060481|ISBN 0-88206-048-1.]]
- Inge Hoepfner: Märchen aus Persien, Fischer Taschenbuch, 1982, [[Special:BookSources/3596228387|ISBN 3-596-22838-7.]]
- Jaled Hosseini: Drachenläufer, Berliner Taschenbuch, 2004, [[Special:BookSources/9783833301490|ISBN 978-3-8333-0149-0.]]
- Heshmat Moayyad: Stories from Iran. A Chicago Anthology, 1992, [[Special:BookSources/0934211337|ISBN 0-934211-33-7.]]
- Touradj Rahnema: Einer aus Gilan. Kritische Erzählungen aus Persien, Orient, 1984, [[Special:BookSources/3922825184|ISBN 3-922825-18-4.]]